# باول أنغيليس
باول أنغيليس (بالإنجليزية: Paul Angelis)‏ هو ممثل بريطاني، ولد في 18 يناير 1943 في ليفربول في المملكة المتحدة.

## وصلات خارجية
- باول أنغيليس على موقع IMDb (الإنجليزية)
- باول أنغيليس على موقع أول موفي (الإنجليزية)
- باول أنغيليس على موقع قاعدة بيانات الأفلام السويدية (السويدية)
- باول أنغيليس على موقع قاعدة بيانات الفيلم (الإنجليزية)
- باول أنغيليس على موقع كينوبويسك (الروسية)